# Девониш, Аснольдо
Аснольдо Висенте Девониш Ромеро (исп. Asnoldo Vicente Devonish Romero; 15 июня 1932, Маракайбо — 1 января 1997, Каракас) — венесуэльский легкоатлет, специализировавшийся в тройном прыжке. Обладатель первой олимпийской медали в истории Венесуэлы.

## Карьера
Аснольдо Девониш начал заниматься лёгкой атлетикой вместе со своими братьями Хуаном и Рафаэлем. Он участвовал во многих видах программы, но наибольших успехов добивался в прыжках в длину и тройном прыжке и в 1950 по совету венгерского тренера Ладислао Лазара сфокусировался именно на тройном прыжке.
В 1951 году Девониш выиграл золотую медаль на Боливарианских играх, которые проходили в Каракасе и попал в состав сборной на Олимпиаду в Хельсинки.
В квалификационном раунде на Играх Девониш показал результат 15.24, что позволило ему отобраться в финал со вторым результатом. В решающем раунде в лучшей попытке венесуэльский атлет прыгнул на 15.52 и стал третьим, проиграв только установившему мировой рекорд (16.22) бразильцу Адемару да Силве и установившему рекорд Европы (15.98) советскому спортсмену Леониду Щербакову. Бронзовая медаль Девониша стала первой в олимпийской истории Венесуэлы. После Олимпиады на Родине его встречали как национального героя.
В дальнейшем Девониш был остранён от стартов своей национальной федерацией, но продолжил тренироваться и уже в начале 1960-х завоевал два золота на чемпионатах Южной Америки (в 1961 году в Лиме и в 1963 — в Кали).
В 1990 году был награждён Олимпийским орденом.
Скончался после длительной болезни в первый день 1997 года. Был похоронен с государственными почестями в присутствии Президента Рафаэля Кальдеры.